# Píšť (Moravia-Slesia)
Píšť (in tedesco Pyschcz) è un comune della Repubblica Ceca facente parte del distretto di Opava, nella regione della Moravia-Slesia.